# جولین استفان
جولین استفان (انگلیسی: Julien Stéphan؛ زادهٔ ۱۸ سپتامبر ۱۹۸۰) بازیکن سابق و مربی فوتبال اهل فرانسه است.
از باشگاه‌هایی که در آن بازی کرده‌است می‌توان به پاری سن-ژرمن بی، تولوز و راسینگ اشاره کرد.

## عملکرد مربیگری
دوران سرمربیگری خود را در زمانی که پدرش، گای استفان، در باشگاه رن حضور داشت، آغاز کرد. در دسامبر ۲۰۱۸ زمانی که هدایت تیم دوم رن را برعهده داشت، نتایج ضعیف صبری لاموشی در تیم اصلی باعث شد تا او به عنوان سرمربی موقت منصوب شود.
* با پیروزی‌های مهم مقابل لیون و دیژون، در ۱۲ دسامبر ۲۰۱۸ به عنوان سرمربی رسمی معرفی شد.
او در لیگ اروپا رقابت‌های تاریخی انجام داد و به یک شانزدهم نهایی رسید و در ۲۷ آوریل ۲۰۱۹، با پیروزی مقابل پاری سن ژرمن، جام حذفی فرانسه را پس از ۴۸ سال به دست آورد.
* استفان در ژوئن ۲۰۱۹ قرارداد خود را تا ۲۰۲۲ تمدید کرد. در فصل ۲۰۱۹/۲۰۲۰، با ۵۰ امتیاز از ۲۸ مسابقه، رن در مقام سوم تاریخی لیگ فرانسه قرار گرفت و برای اولین بار به لیگ قهرمانان اروپا راه یافت.
* در فصل ۲۰۲۰/۲۰۲۱، باشگاه نتوانست انتظارات را برآورده کند و در ۱ مارس ۲۰۲۱، استفان استعفای خود را ارائه کرد و پس از ۹ سال باشگاه را ترک کرد.
سپس او قراردادی سه‌ساله با راسینگ استراسبورگ امضا کرد. پس از یک فصل موفق، در فصل دوم فرم تیم افت کرد و او در نیم‌فصل برکنار شد.
* پس از چند ماه انتظار، در ۲۰ نوامبر ۲۰۲۳ به باشگاه رن بازگشت و جانشین برونو ژنسیو شد. او تیم را به یک دوره ۹ بازی بدون شکست هدایت کرد و در لیگ اروپا عملکرد خوبی داشت.
در ۷ نوامبر ۲۰۲۴، پس از گرفتن چند نتیجه ضعیف باشگاه رن به همکاری دوجانبه خود با جولیان استفان پایان داد.